# Гонсёровски, Антони
Антони Гонсёро́вски (Антоний Гонсёро́вский или Гонсиоровский; пол. Antoni Gąsiorowski; 1 июня 1901, Веженица, Великопольское воеводство — 26 июня 1943) — польский мелкий торговец и кучер. Был известен под подпольной кличкой «Слепой» или «Антек Слепой» (польск. Ślepy). Во время оккупации Польши немецким  Третьим рейхом солдат Армии Крайовой, один из главных исполнителей и непосредственный участник Акции «Больверк», крупнейшей диверсионной операции Познанского округа Армии Крайовой. Его фигура и достижения были отмечены в городской легенде, популярной после Второй мировой войны среди жителей района Хвалишев в Познани, а позже подтверждена историческими исследованиями.

## Биография
Родился 1 июня 1901 года в Веженице под Познанью. Связанный с познанским Хвалишево, где работал кучером в компании Хартвиг. Он был завербован в Армию Крайову в середине января 1942 года командиром части Великопольского Руководства Союза Возмездия (WKZO) ст. сержантом Михалом Гарчыком (псевдоним «Куба») во время встречи на пл. Сапежиньской (ныне пл. Великопольская). Задачей Михала Гарчыка было создать группу солдат для проведения запланированной операции в речном порту Познани. Гонсёровски никогда раньше не занимался какой-либо политической деятельностью, но он присоединился к Армии Крайовой и по свидетельствам очевидцев, его увлекла идея подпольной деятельности. Он был приведён к присяге и взял псевдоним Слепой в связи с тем, что он был известен под этим псевдонимом ранее. Затем он завербовал в Армию Крайову группу своих друзей — брата Владислава, Михала Аниолу, Станислава Калишана, Леонарда Колянака, Станислава Штуковского и Михала Смегельского (псевдоним «Болек»).

## Акция Больверк
Гонсёровски принимал активное участие в подготовке акции, участвовал во всех ночных экспедициях в порт, занимаясь топографической разведкой местности. Операция «Больверк» состоялась в ночь с 21 на 22 февраля 1942 года. Целью этой беспрецедентной по масштабам и важности операции было уничтожение немецких складов, расположенных на Гарбарской плотине. Гонсёровски был одним из 19 его непосредственных участников. Осуществлением цели акции, заключавшейся в поджоге и уничтожении складов на Таме Гарбарской, руководил Гонсёровски вместе с Томашем Прымельским. Диверсия была проведена безупречно. С помощью электронагревателя, который благодаря часовому механизму вспыхнул в определённое время, заговорщики спровоцировали пожар. Участники акции подготовили специальные «огненные дорожки», довершившие остальные разрушения на складах. Потери в результате пожара немцы оценили примерно в 1,5 млн марок.

## Арест и смерть
Гонсёровски был арестован 25 июня 1943 года в Вольнице, во время разгрузки телеги. Он оказал яростное сопротивление попыткам его остановить, после чего был доставлен в тюрьму по ул. Млынской. Во время допроса Гонсёровски напал на находившегося там немецкого офицера и перекусил его горло. Следующей ночью он был жестоко избит гестапо.
Согласно документам гестапо Антони Гонсёровски умер 26 июня 1943 года, а причиной смерти была названа боль в животе. Вскоре после смерти Гонсёровского его семья подверглась репрессиям. Его брат Владислав и его племянник Хенрик Квятковски, также связанные с операцией, погибли. Жену заключили в концлагерь Равенсбрюк, однако она пережила войну.
Из-за того, что поступок Гонсёровского дискредитировал офицеров гестапо и оккупационным властям было неудобно вспоминать о нём, он не упоминался в процессе над 14 участниками акции «Больверк», который проходил в Специальном суде в Познани (Sondergericht Posen) 16 ноября 1943 года.

## Легенда и память
Биография Антония Гонсёровского долгие годы была малоизвестна, некоторые факты из его жизни сохранились в виде городской легенды, распространённой среди жителей района Хвалишево, где он был широко известной фигурой.
Более подробно о нём стало известно в ходе исторических исследований, проведённых в связи с открытием в 1982 году памятника участникам акции.
По свидетельствам очевидцев, Гонсёровски предстаёт как глубокий патриот и человек с большим чувством чести, что отличало его даже от других подпольщиков — после окончания акции Больверк он оставил в одном из зданий проигрыватель, играющий Мазурку Домбровского.
19 сентября 2015 года был открыт Антековский переулок. Его деятельность была отмечена 16 июля 2022 года, когда в Форте VII была открыта мемориальная доска, посвящённая ему.